# Micropterix renatae
Micropterix renatae és una espècie d'arna de la família Micropterigidae. Va ser descrita per Kurz, Kurz & Zeller, l'any 1997.
Aquesta espècie es troba als Alps Lígurs i al nord dels Apenins (les províncies de Liguria, Toscana i Emilia Romagna).
Té una envergadura de 2,7-3,2 mm als exemplars mascles i de 3,3-3,8mm les femelles.